# Nina Klenowska
Nina Klenowska z domu Kadewa (bułg. Нина Кленовска z d. Кадева; ur. 7 maja 1980 w Bansku) – bułgarska biathlonistka.

## Osiągnięcia

### Igrzyska Olimpijskie
| 2006 Turyn/Cesana San Sicario (Włochy) | 54. miejsce (15 km)                       |
| 2010 Vancouver/Whistler (Kanada)       | 47. miejsce (15 km), 61. miejsce (7.5 km) |

### Mistrzostwa Świata
| 2003 Chanty-Mansijsk (Rosja) | 50. miejsce (15 km), 7. miejsce (4 * 7,5 km)                                             |
| 2004 Oberhof (Niemcy)        | 68. miejsce (15 km)                                                                      |
| 2005 Hochfilzen (Austria)    | 79. miejsce (15 km), 61. miejsce (7,5 km), 9. miejsce (4 * 7,5 km)                       |
| 2007 Anterselva (Włochy)     | 68. miejsce (15 km), 59. miejsce (7,5 km), 53. miejsce (10 km), 16. miejsce (4 * 7,5 km) |

### Puchar Świata
| Sezon     | Miejsce |
| --------- | ------- |
| 2001/2002 | 84.     |
| 2002/2003 | 64.     |
| 2004/2005 | 81.     |
| 2009/2010 | 75.     |
| 2010/2011 | 65.     |